# 任顗
任顗（？—318年），《晋书·载记第二》作刘顗，五胡十六国汉国刘渊、刘聪属下大臣，封昌国公。

## 生平
310年，刘渊去世，刘聪即位，任顗为吏部尚书，312年正月廿二日，刘聪封司空王育和尚书令任顗的女儿为左、右昭仪，中军大将军王彰、中书监范隆、左仆射马景三人的女儿都为夫人，右仆射朱纪的女儿为贵妃，都授予金印紫绶。十月，刘聪任命王育为太保、王彰为太尉，任顗为司徒，马景为司空，朱纪为尚书令，范隆为左仆射，呼延晏为右仆射。刘聪同时册立三皇后，大臣陈元达竭力劝谏，刘聪不听，把陈元达转为闲职。大司徒任顗，光禄大夫朱纪、范隆，骠骑大将军河间王刘易等都抗表逊位，迫使刘聪收回成命。314年，刘聪让汝阴王刘景任太师，王育任太傅，任顗任太保，马景任大司徒，朱纪任大司空，中山王刘曜任大司马。318年，刘聪死后，任顗进位太师，被刘粲所杀。